# Apodemus draco
Apodemus draco és una espècie de mamífer rosegador de la família dels múrids. Són rosegadors de petites dimensions, amb una llargada de cap a gropa de 87 a 106 mm i amb una cua de 80 a 102 mm. Es troba a la Xina, l'Índia i Myanmar. És una espècie nocturna i viu en boscos perennifolis i pluvials a 1.335-3.816 msnm.